# Zina (film)
Pour plus de détails, voir Fiche technique et Distribution.
Zina est un film britannique réalisé par Ken McMullen, avec Domiziana Giordano dans le rôle principal, sorti en 1985.

## Synopsis
Le film est basé sur la vie de Zinaida Volkova, la fille aînée de Léon Trotski.

## Distribution
- Domiziana Giordano : Zina Bronstein
- Ian McKellen : Kronfeld
- Philip Madoc : Trotsky
- Rom Anderson : Maria
- Micha Bergese : Molanov
- Gabrielle Dellal : la sténo
- William Hootkins : Walter Adams
- Leonie Mellinger : la sténo allemande
- Dominique Pinon : Pierre
- Paul Geoffrey : Lyova